# 아야세촌
아야세촌(일본어: 綾瀬村)은 1889년 5월 1일부터 1932년 10월1일까지 존재했던 도쿄부 미나미아다치군의 촌이다. 현재의 아다치구에 해당한다.

## 역사
- 1889년 5월 1일 - 시정촌제 시행에 의해 4촌이 합병해 아야세촌이 성립하였다.
- 1932년 10월 1일 - 2정 6촌이 도쿄시에 편입해, 아다치구가 되었다.